# Kapitan Chlebnikov
Kapitan Chlebnikov (rusky Капита́н Хле́бников) je ruský ledoborec. V současnosti funguje jako výletní loď nabízející výpravy do Arktidy a Antarktidy a jejím domovským přístavem je Vladivostok.
Má délku 122,5 m, největší šířku 26,5 m a ponor 8,5 metru. Výkon šesti vznětových motorů je 18,5 megawattů dodává lodi možnost cestovat cestovní rychlostí rychlostí 14 uzlů a maximální rychlostí 19 uzlů.
Kapitan Chlebnikov byl dokončen v roce 1981 ve finských loděnicích Hietalahden telakka. V roce 1990 byl přestavěn na výletní loď.
Na přelomu let 1996-97 se stal první výletní lodí, která objela s cestujícími Antarktidu.
V únoru 2006 dojel do Zátoky velryb, nejjižnějšího místa, kam lze doplout lodí a kam poprvé doplul v roce 1911 Fram v rámci norské jihopolární expedice vedené Roaldem Amundsenem.